# Conchita Wurst
Thomas "Tom" Neuwirth, (Gmunden, 6 de novembre de 1988) és un cantant austríac més conegut pel nom artístic de Conchita Wurst, el seu personatge drag queen amb barba, amb el qual va representar el seu país, Àustria, al  Festival de la cançó d'Eurovisió en la seva edició celebrada a Copenhaguen, Dinamarca, l'any 2014. Guanyà el primer premi del concurs amb la cançó Rise Like a Phoenix, quedant per davant dels Països Baixos i Suècia.

## Biografia
Tal com el propi artista es descriu, té dues personalitats diferents: en l'àmbit privat, és en Tom Neuwirth; a l'escenari es transforma en la figura artística Conchita Wurst. A la seva pàgina web, presenta dues biografies diferents, una per a cada personalitat i proclama que això és un missatge de tolerància i contra la discriminació.

### Tom Neuwirth
Des de petit va voler dedicar-se a l'espectacle, i l'any 2006 començà la seva carrera artística formant part del programa de la televisió austríaca Starmania, emès per la cadena ORF1. L'any 2007 formà part del conjunt musical Jetzt anders! que es va dissoldre aquell mateix any.

### Conchita Wurst
Segons l'artista, Conchita va néixer a les muntanyes de Colòmbia, i va créixer a Alemanya, i és un personatge artístic creat a causa de la discriminació que visqué en Tom Neuwirth durant l'adolescència.
Els seus ulls són preciosos, grans, melancòlics i sempre perfilats, llueix una bonica cabellera fosca i una estudiada barba, a manera provocadora i simbòlica dels drets per la pau i la llibertat sexual. Aparegué públicament per primera vegada l'any 2011 al programa de televisió austríac Die große Chance, emès per ORF, interpretant la cançó My Heart Will Go On de Céline Dion. L'any 2012 va participar en la preselecció de cantats austríacs per al Festival de la Cançó d'Eurovisió, però va perdre davant el duet Trackshittaz. L'any 2013 aparegué en diversos programes de telerealitat de la televisió austriaca, com Die härtesten Jobs Österreichs ("Les feines més dures d'Àustria"), en què va treballar en una piscifactoria, i Wild Girls, en el qual va viure unes setmanes al desert de Namíbia.
El setembre de 2013 va ser seleccionada per representar Àustria al Festival d'Eurovisió 2014, del qual es va proclamar guanyadora el 10 de maig de 2014 amb la cançó Rise Like a Phoenix.

## Discografia
Singles
- Unbreakable (2011)
- That's what I am (2012)
- Rise Like a Phoenix (2014)
- Heroes (2014)